# Delphacodes shermani
Delphacodes shermani är en insektsart som först beskrevs av Metcalf 1923.  Delphacodes shermani ingår i släktet Delphacodes och familjen sporrstritar. Inga underarter finns listade i Catalogue of Life.